# Cheiracanthium molle
Cheiracanthium molle is een spinnensoort uit de familie Cheiracanthiidae.
De wetenschappelijke naam van de soort werd in 1875 gepubliceerd door Ludwig Carl Christian Koch.